# Pont du Carrousel

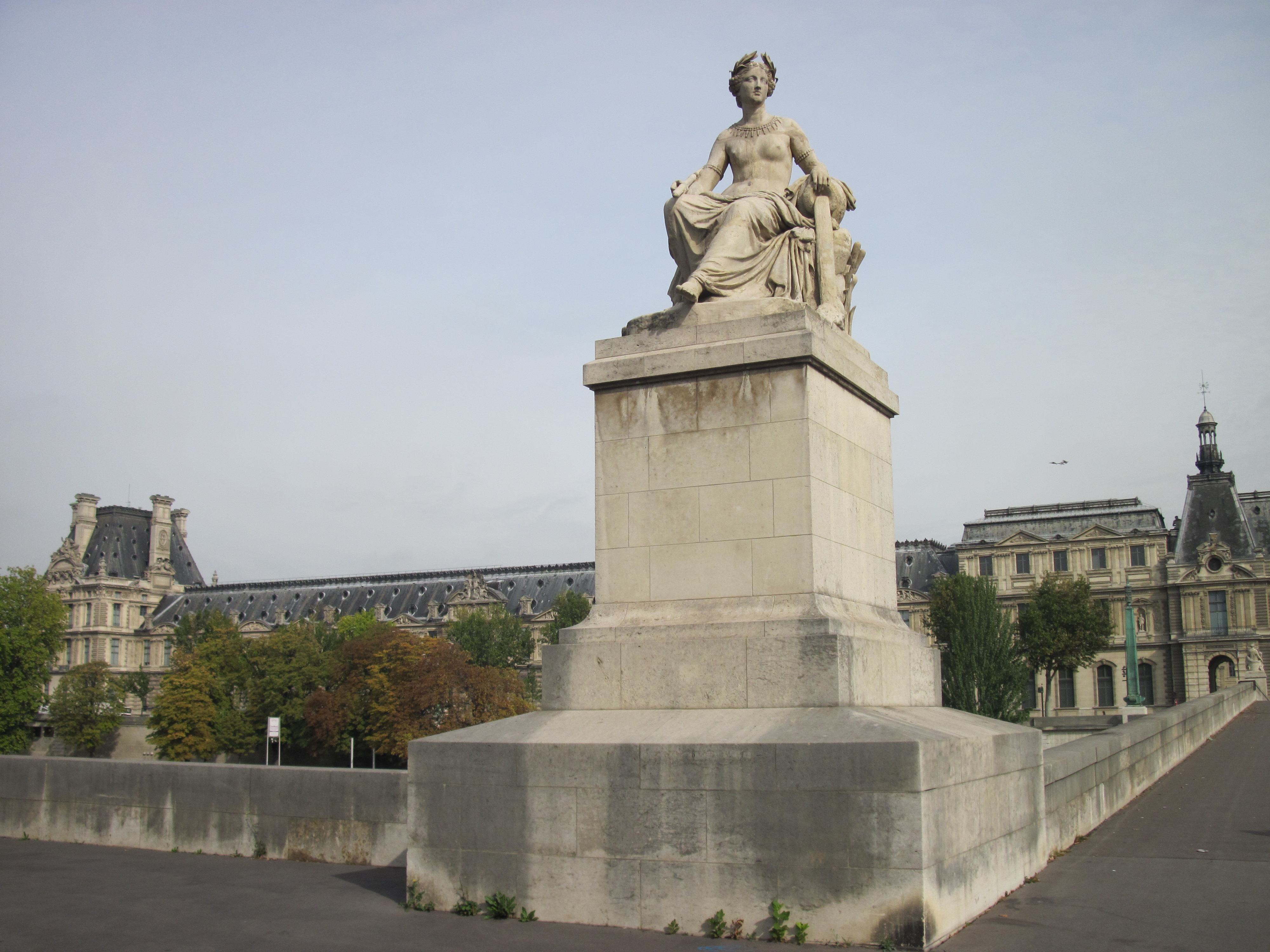
Estàtua al·legòrica del riu Sena (Louis Petitot) al Pont del Carrousel

El Pont del Carrousel és un pont situat a París i travessant el Sena entre el quai des Tuileries i el quai Voltaire.

## Història
Com molts dels ponts de la capital, diverses obres han ocupat aquest emplaçament, sota diferents noms. És perquè està construït en el prolongament de la rue des Saints-Pères (abans rue de Saint-Pierre) que el primer pont, la construcció del qual va començar el 1831, s'havia de dir el Pont dels Saints-Pères. Tanmateix, en el moment de la seva inauguració el 1834, el rei Lluís Felip I el bateja Pont del Carrousel. També serà anomenat Pont du Louvre, ja que desemboca de cara al Museu del Louvre, riba dreta.
El seu arquitecte, Antoine-Rémy Polonceau, demostra un gran sentit de la innovació, ja que realitza un pont en arc mentre que la tendència era als ponts penjants. L'estructura de fosa i fusta és també molt audaç, el que li val algunes crítiques. Així, els cercles de ferro que decoren l'estructura metàl·lica són anomenats irònicament les «argolles». A cada angle del pont s'eleven les escultures de Louis Petitot (sempre sobre l'obra actual) representant l'Abundància, la Indústria, el Sena i la Ciutat de París. Mig segle més tard, la fragilitat d'aquest pont implicà reparacions serioses, i el 1906, la fusta és reemplaçada per ferro.
Malgrat això, el pont és estret i es mou perillosament. El 1930, se'l jutja també d'una alçada insuficient per a la navegació fluvial, i es decideix de destruir-lo totalment per reemplaçar-lo per una nova obra, una mica més avall. Els arquitectes Henri Lang i Malet intenten respectar la forma general del pont inicial. Així, fins i tot aquesta vegada, en formigó armat, el pont està compost de tres arcs. Raymond Subes ha concebut, per a l'enllumenat del pont, un enginyós sistema de reverbers telescòpics col·locats el 1946 (làmpades que s'eleven 13m el dia a 20m a la nit).

## Esdeveniments
L'1 de maig de 1995, un grup de manifestants del Front Nacional, quan assistien a la manifestació anual en homenatge a Joana d'Arc, van cometre l'assassinat de Brahim Bouarram, un jove marroquí que va ser llançat al riu Sena i va morir ofegat. El 2003, l'alcalde de París Bertrand Delanoë, en nom dels ciutadans parisencs, ha honorat la seva memòria i la de totes les víctimes del racisme amb la col·locació d'una placa contra l'oblit i de rebuig als discursos de l'odi.

## Galeria

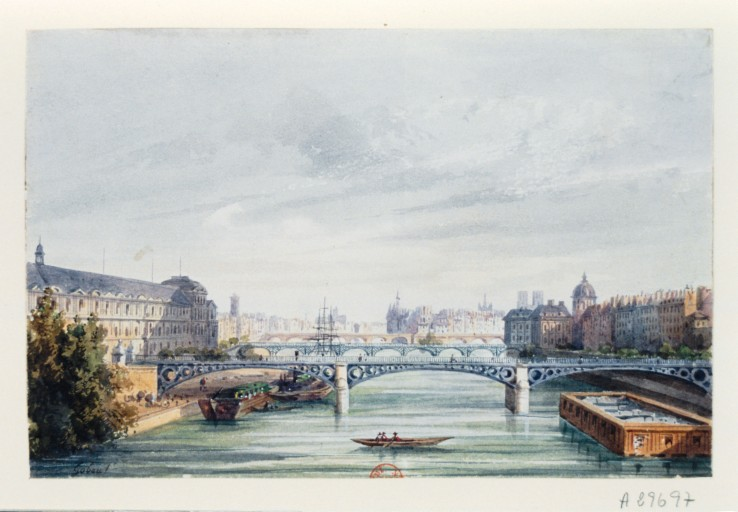
Le pont des Saint-Pères
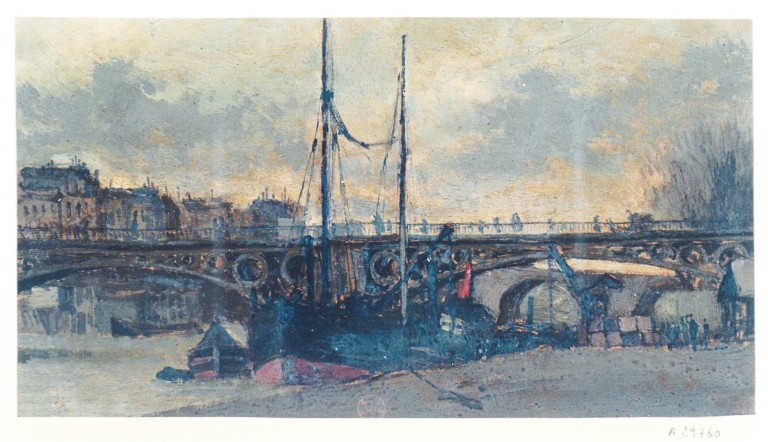
El pont des Saint-Pères

## Art
- El pintor neoimpressionista Maximilien Luce ha realitzat el 1890 un oli sobre tela titulada «Le Louvre et le pont du Carrousel. Effet de nuit»
- Georges Stein ha realitzat un quadre titulat «Paris - Le Pont du Carrousel», representant personatges circulant sobre el pont davant les taquilles del Louvre.
- L'americà Edward Hopper representa el primer pont en el seu quadre de 1907 «Pont du Carrousel and Gare d'Orléans».
- L'artista modern Makiko Nakamura ha titulat una obra «Pont du Carrousel», un quadre molt obac.
- L'italià Paolo Frongia representa el pont en el seu quadre «La Senna, al mattino, da Pont du Carrousel».
- «Pont du Carrousel» és el títol d'un poema en alemany de Rainer Maria Rilke.